# Daniel Wälitalo
Daniel Wälitalo, född 15 juli 1988 i Umeå, är en svensk ishockeymålvakt. Han är son till före detta ishockeymålvakten Göte Wälitalo.
Han började sin professionella karriär i Västerbottens TV-pucklag och spelade även i IF Björklövens U18- och U20-lag. Wälitalo hade minst insläppta mål per match i genomsnitt i J20 SuperElit säsongen 2006/2007. Efter sju säsonger i Björklöven flyttade Wälitalo till Norge under 2009 och började att spela för Storhamar Dragons i GET-ligaen, Norges högsta serie. Efter den säsongen valde dock han att återvända till Björklöven där han tävlade om platsen som förstamålvakt under säsongen 2010/2011, som han senare också tog hand om.
Under säsongen 2010/2011 i Division 1/ Allettan Norra hade Wälitalo den högsta räddningsprocenten. Björklöven förlängde kontraktet med Wälitalo inför säsongen 2011/2012 med två år.
Säsongen 2012/2013 hade Wälitalo med sina 93,8% högst räddningsprocent i Division 1 och var en bidragande orsak till att Björklöven avancerade till Hockeyallsvenskan. Kontraktet med Wälitalo förlängdes sedan med ytterligare en säsong.